# Păunești
Păunești est une commune du județ de Vrancea en Roumanie.